# Nicey
Nicey és un municipi francès, situat al departament de la Costa d'Or i a la regió de Borgonya - Franc Comtat. L'any 2007 tenia 136 habitants.

## Demografia

### Població
El 2007 la població de fet de Nicey era de 136 persones. Hi havia 65 famílies, de les quals 24 eren unipersonals (12 homes vivint sols i 12 dones vivint soles), 21 parelles sense fills, 8 parelles amb fills i 12 famílies monoparentals amb fills.
La població ha evolucionat segons el següent gràfic:
Habitants censats

### Habitatges
El 2007 hi havia 126 habitatges, 66 eren l'habitatge principal de la família, 51 eren segones residències i 9 estaven desocupats. Tots els 126 habitatges eren cases. Dels 66 habitatges principals, 59 estaven ocupats pels seus propietaris, 5 estaven llogats i ocupats pels llogaters i 2 estaven cedits a títol gratuït; 2 tenien una cambra, 4 en tenien dues, 6 en tenien tres, 23 en tenien quatre i 31 en tenien cinc o més. 43 habitatges disposaven pel capbaix d'una plaça de pàrquing. A 41 habitatges hi havia un automòbil i a 17 n'hi havia dos o més.

### Piràmide de població
La piràmide de població per edats i sexe el 2009 era:
| Homes | Edats   | Dones |
| ----- | ------- | ----- |
| 0     | 95 o +  | 1     |
| 0     | 90 a 94 | 2     |
| 3     | 85 a 89 | 3     |
| 2     | 80 a 84 | 7     |
| 4     | 75 a 79 | 4     |
| 6     | 70 a 74 | 5     |
| 7     | 65 a 69 | 6     |
| 5     | 60 a 64 | 8     |
| 3     | 55 a 59 | 1     |
| 2     | 50 a 54 | 7     |
| 8     | 45 a 49 | 5     |
| 6     | 40 a 44 | 3     |
| 5     | 35 a 39 | 2     |
| 6     | 30 a 34 | 6     |
| 3     | 25 a 29 | 1     |
| 0     | 20 a 24 | 2     |
| 2     | 15 a 19 | 1     |
| 6     | 10 a 14 | 1     |
| 5     | 5 a 9   | 3     |
| 3     | 0 a 4   | 1     |

## Economia
El 2007 la població en edat de treballar era de 75 persones, 54 eren actives i 21 eren inactives. De les 54 persones actives 49 estaven ocupades (34 homes i 15 dones) i 5 estaven aturades (3 homes i 2 dones). De les 21 persones inactives 12 estaven jubilades, 3 estaven estudiant i 6 estaven classificades com a «altres inactius».

### Ingressos
El 2009 a Nicey hi havia 67 unitats fiscals que integraven 140 persones, la mediana anual d'ingressos fiscals per persona era de 15.606 €.

### Activitats econòmiques
Dels 2 establiments que hi havia el 2007, 1 era d'una empresa alimentària i 1 d'una empresa d'hostatgeria i restauració.
L'any 2000 a Nicey hi havia 12 explotacions agrícoles que ocupaven un total de 855 hectàrees.

## Poblacions més properes
El següent diagrama mostra les poblacions més properes.